# الهيئة العامة للتنمية الصناعية (مصر)
الهيئة العامة للتنمية الصناعية هي هيئة حكومية مصرية تابعة لوزارة الصناعة، أنشأت بقرار رئيس جمهورية مصر العربية رقم 350 لسنة 2005، وتُعد الجهة المسؤولة عن تنفيذ السياسات الصناعية التي تَضَعها وزارة الصناعة والجهات التابعة لها، كما تعنى بتحفيز وتشجيع الإستثمارات في القطاع الصناعي، وبوضع السياسات والآليات اللازمة للربط بين متطلبات تطوير القطاعات الصناعية وأنشطة البَحث العِلمي والتكنولوجيا المرتبطة بها، بالإضافة إلى وضع وتنفيذ سياسات تنمية الأراضي للأغراض الصناعية وإتاحتها للمستثمرين وتيسير حصولهم على التراخيص الصناعية.
تشرف الهيئة على المناطق الصناعية القائمة والجديدة، وكذلك الأراضي الحاصلة على ترخيص صناعي والغير مستغلة والمَملوكة للشركات أو الأفراد ويتم تحويلها إلى مناطق صناعية على أن يتم إنشاء صندوق لدعم إنشاء وتطوير المناطق الصناعية في مصر، ودعم أسعار الأراضي والأنشطة الصناعية الخدماتية المرتبطة بها في هذه المناطق بما يحقق أهداف الهيئة في التنمية الصناعية. و يتوقع من هذا الصندوق أن يؤدى إلى زيادة قدرة المناطق الصناعية على جذب الاستثمارات وتشجيع التنافس فيما بينها.

## التشريعات المنظمة
- قانون رقم 21 لسنة 1958 في شأن تنظيم الصناعة وتشجيعها.[2]
- قرار رئيس الجمهورية رقم 350 لسنة 2005 في شأن إنشاء الهيئة العامة للتنمية الصناعية.[3]
- قانون رقم 95 لسنة 2018 في شأن الهيئة العامة للتنمية الصناعية «أنشئ بموجبه صندوق دعم المناطق الصناعية».[4]
  - اللائحة التنفيذية:
    - قرار وزاري رقم 198 لسنة 2021.[5]

## أهداف الهيئة
- دراسة التشريعات المتعلقة بالصناعة واقتراح ما تراه بشأنها.
- إعداد دراسات ومخططات التنمية الصناعية قطاعيا وجغرافيا ومتابعة وتشجيع تنفيذها.
- وضع السياسات العامة والخطط اللازمة لتنمية المناطق الصناعية بالتنسيق مع المحافظات والجهات المعنية الأخرى، ويكون للهيئة وحدها صلاحية البت في طلبات إنشاء المناطق الصناعية أو التوسع في القائم منها، ووضع الشروط والقواعد المرتبطة بذلك من الدولة أو من القطاع الخاص.
- تحديد الأراضي التي تخصص للأغراض الصناعية بالتنسيق مع المركز الوطني لتخطيط استخدامات أراضي الدولة.
- وضع الشروط والقواعد التي تتيح لشركات القطاع الخاص إنشاء وترفيق وإدارة المناطق الصناعية وتوفير المساحات والأراضي والأماكن فيها للمستثمرين والترخيص لها بإنشاء وإدارة المناطق الصناعية.
- تحديد الأنشطة والمنتجات الصناعية وكذلك الأنشطة الخدمية المرتبطة بها التي يتم مزاولتها في المناطق الصناعية بالتنسيق مع جهاز شؤون البيئة والمحافظات والجهات الأخرى من الدولة والقطاع الخاص.
- وضع الشروط والقواعد المنظمة لاستغلال وتنمية أراضي المناطق الصناعية وتسعيرها للمستثمرين والتنسيق مع المحافظات أو الجهات الأخرى من الدولة أو القطاع الخاص التي تتولى ترفيق وإدارة المناطق الصناعية لإتاحتها للمستثمرين، وذلك من خلال صندوق دعم الأراضي الصناعية .
- وضع القواعد العامة لتحفيز المستثمرين داخل المناطق الصناعية وربط ذلك بمعايير محددة للإنتاج والتشغيل والتصدير أو بغير ذلك من أهداف التنمية والعمل على تهيئة المناخ المناسب للاستثمار في المناطق الصناعية بالتعاون مع الهيئة العامة للاستثمار والمناطق الحرة، وعلى ان تعرض هذه القواعد على مجلس الوزراء لإقرارها .
- وضع الشروط والقواعد المنظمة للموافقات والتراخيص اللازمة للمشروعات الصناعية وإصدارها، وإصدار شهادات القيد بالسجل الصناعي، وللهيئة تفويض من تراه من الجهات المعنية بالدولة في إصدار الموافقات والتراخيص .
- إصدار الموافقات والتراخيص لإقامة المشروعات الصناعية خارج المناطق الصناعية وذلك في الحالات التي تستلزم ذلك وفقا للشروط والإجراءات التي يحددها مجلس إدارة الهيئة.
- متابعة وتقييم المشروعات الصناعية بالتنسيق مع الجهات المعنية لضمان عدم مخالفة شروط استغلال المناطق الصناعية .
- وضع السياسات العامة والخطط اللازمة لتدريب العاملين في المجال الصناعي والإشراف على المشروعات الممولة بمنح أو قروض أجنبية والتي تتبع الوزارة المختصة بالتجارة والصناعة، وذلك بالتنسيق مع الأجهزة الحكومية والقطاع الخاص التي تعمل في هذا المجال مما يؤدي إلى تأهيل العاملين وتنمية قدراتهم وفقا لمتطلبات الصناعة .
- وضع السياسات والآليات اللازمة للربط بين متطلبات تطوير القطاعات الصناعية وأنشطة البحث العلمي والتكنولوجيا المرتبطة بها وذلك لتفعيل الاستفادة من نتائج الأبحاث والمشروعات العلمية لتلبية احتياجات التنمية الصناعية.
- تسجيل الشركات وبيوت الخبرة التي تعمل في مجال إنشاء وتطوير وتحديث النظم الهندسية المتكاملة المتعلقة بالأنشطة الصناعية والتكنولوجية والخدمية وفقا للضوابط التي يحددها مجلس إدارة الهيئة .
- إصدار الكتب والمجلات والنشرات المتعلقة بالترويج للمناطق والمشروعات الصناعية والمواد الدعائية والإعلانية لها وذلك بالتعاون مع الهيئة العامة للاستثمار والمناطق الحرة.

## الشركات التابعة
- شركة التنمية الصناعية.[6][7][8]
- شركة القاهرة للاستثمار والتطوير العمراني والصناعي (الروبيكي)[9]

## الصناديق التابعة
- صندوق دعم و ترفيق المناطق الصناعية [10][11]

## وصلات خارجية
- الموقع الرسمي للهيئة.